# Hubert Locher (Journalist)
Hubert Locher (* 24. August 1926 in Ostrach; † 9. März 2014 in Tübingen) war ein deutscher Journalist und Historiker.

## Leben
Locher wurde 1926 als ältestes Kind des Bankkaufmanns Josef Locher und seiner Frau Luise in Ostrach im Landkreis Sigmaringen geboren. Er besuchte die Volksschule in Ostrach und wechselte in das Erzbischöfliche Gymnasialkonvikt in Sigmaringen. Als dieses im Zweiten Weltkrieg zum Lazarett umgewandelt wurde, wechselte er zur Lenderschen Heimschule in Sasbach. Hier machte er 1944 das Notabitur. Zum Ende des Krieges wurde er zur Heimatflak eingezogen und im Raum Heilbronn verwundet.
Er studierte an der Universität Freiburg Germanistik, Nationalökonomie und Geschichte und promovierte 1950 bei Clemens Bauer mit einer Arbeit über die wirtschaftliche und soziale Lage im Großherzogtum Baden vor der Revolution 1848. Anschließend war er Volontär beim Badischen Tagblatt in Baden-Baden. 1953 wurde Locher Korrespondent bei der Stuttgarter Zeitung. 1969 wechselte er zum Rundfunk und machte dort Karriere. Er war zunächst Landesstudioleiter und wurde 1981 Hörfunkdirektor des Südwestrundfunks.
Als SWR-Studioleiter in Tübingen förderte er in den 1980er Jahren die Regionalisierung der Radioprogramme und war einer der Gründerväter von SWR4. Auch SWR3, das erste deutsche Popradio, ist maßgeblich auf ihn zurückzuführen. 
Besonders am Herzen lag ihm seine Heimat Oberschwaben. Dort setzte er sich insbesondere für die Förderung der Kultur und Klostermusik ein. Locher gründete den Tübinger Presseclub sowie die Calwer Hermann-Hesse-Stiftung. Er war auch Mitverfasser des Buches „Ostracher Liederhandschrift“, die 2006 erschien. 
Hubert Locher war verheiratet. Aus der Ehe sind zwei Kinder hervorgegangen.

## Ehrungen
1986: Ehrensenator der Universität Tübingen

## Veröffentlichungen
•	Hubert Locher: Die wirtschaftliche und soziale Lage in Baden am Vorabend der Revolution von 1848, 1950
•	Zeitgenossen des Jahrhunderts: Ernst Bloch im Gespräch mit Eckart Frahm und Hubert Locher, Berlin, Audio-Verl., 1999
•	Michael Gerhad Kaufmann (Hrsg.): Ostracher Liederhandschrift, Konstanz 2006